# جائزة الملك فيصل العالمية في خدمة الإسلام
جائزة الملك فيصل العالمية في خدمة الإسلام هي فرعٌ من فروع جائزة الملك فيصل العالمية، وتُعدّ من أوائل فروع الجائزة إذ تم تأسيسها في سنة 1397 هـ/1977 م ومُنحت لأول مرة في عام 1399 هـ/1979 م إلى جانب فرع الدراسات الإسلامية. يُراعى في منح الجائزة ما للمرشح من جهودٍ فكريّةٍ أو عمليّةٍ تخدم الإسلام والمسلمين، ويُعدُّ مؤهلاً لنيلها كلُّ من خدم الإسلام والمسلمين «بعلمه ودعوته، أو قام بجهدٍ بارزٍ يتعدّى ما هو واجب، وينتج عنه فائدة ملحوظة للإسلام والمسلمين، ويحقق هدفاً أو أكثر من أهداف الجائزة؛ وذلك وفقاً لتقدير لجنة الاختيار وحكمها».
فرع خدمة الإسلام هو الفرع الوحيد الذي لم يسبق وأن حُجب طوال سنوات الجائزة، وكان أبو الأعلى المودودي أوّل من نال جائزة الملك فيصل العالمية في خدمة الإسلام وذلك في سنة 1399هـ / 1979م، في الحفل الأوّل للجائزة، وقد سلّمه الجائزة الملك خالد بن عبد العزيز آل سعود ملك المملكة العربية السعودية حينها. نال الجائزة 48 شخصًا من جنسياتٍ مختلفة و9 مؤسسات منذ انطلاقتها وحتى 2025، وكان من بينهم أربعةٌ من ملوك المملكة العربية السعودية هم: الملك خالد بن عبد العزيز ونالها سنة 1401هـ / 1981م، ثم الملك فهد بن عبد العزيز في 1404هـ / 1984م، ثم الملك عبد الله بن عبد العزيز في 1429هـ / 2008م، وأخيرًا نالها الملك سلمان بن عبد العزيز سنة 1437هـ / 2017م. إضافةً لعدّة رؤساء دول.
في 1420هـ / 2000م مُنحت جائزة الملك فيصل العالمية في خدمة الإسلام لجامع الأزهر ليكون أوّل المؤسسات أو الجمعيات التي تفوز بالجائزة «وذلك للخدمات الجليلة التي قدَّمهَا للعالم الإسلامي، ومنها أنه قام – ومازال يقوم – عَبر جامِعته وفروعها ومعَاهِده داخل مصر وخارجها بجهود عظيمة في سبيل نشر الإسلام وتعليم أحكامه ونشر اللغة العربية، وأنه كان – ومازال – مَأوى لآلاف الطلاب للتعلُّم الديني؛ إضافة إلى دوره الكبير في حفظ التراث العربي الإسلامي، ومقاومته محاولات التغريب، ومسَاهمته في تعميق الأصَالة الإسلاميَّة والعربيَّة.»، وفي العام الذي يليه في 1421هـ / 2001م، مُنحت الجائزة لهيئة العليا لجمع التبرعات لمسلمي البوسنة والهرسك، وأيضًا مُنحت لمؤسسة سلطان بن عبد العزيز آل سعود الخيرية في 1423هـ / 2003م، ومؤسسة الحريري الخيرية في 1425هـ / 2005م، والجمعية الشرعية الرئيسية لتعاون العاملين بالكتاب والسنة المحمدية سنة 1430هـ / 2009م. وفي عام 1440هـ/2019 منحت الجائزة لجامعة إفريقيا العالمية، ووثيقة مكة المكرمة في 1441هـ / 2020م.

## الفائزون بالجائزة
| السنة          | الفائز                                                           | الصورة         | الدولة                   | مرجع   |
| -------------- | ---------------------------------------------------------------- | -------------- | ------------------------ | ------ |
| 1399هـ / 1979م | أبو الأعلى المودودي                                              |                | باكستان                  | [ 14 ] |
| 1400هـ / 1980م | محمد ناصر                                                        |                | إندونيسيا                | [ 15 ] |
| 1400هـ / 1980م | أبي الحسن علي الحسني الندوي                                      |                | الهند                    | [ 16 ] |
| 1401هـ / 1981م | خالد بن عبد العزيز آل سعود                                       |                | السعودية                 | [ 2 ]  |
| 1402هـ / 1982م | عبد العزيز بن عبد الله بن باز                                    |                | السعودية                 | [ 17 ] |
| 1403هـ / 1983م | تنكو عبد الرحمن بوترا                                            |                | ماليزيا                  | [ 18 ] |
| 1403هـ / 1983م | حسنين محمد مخلوف                                                 |                | مصر                      | [ 19 ] |
| 1404هـ / 1984م | فهد بن عبد العزيز آل سعود                                        |                | السعودية                 | [ 20 ] |
| 1405هـ / 1985م | عبد رب الرسول سياف                                               |                | أفغانستان                | [ 21 ] |
| 1406هـ / 1986م | روجيه غارودي                                                     |                | فرنسا                    | [ 22 ] |
| 1406هـ / 1986م | أحمد حسين ديدات                                                  |                | جنوب إفريقيا             | [ 23 ] |
| 1407هـ / 1987م | أبو بكر محمود جومي                                               |                | نيجيريا                  | [ 24 ] |
| 1408هـ / 1988م | أحمد دوموكاو ألونتو                                              |                | الفلبين                  | [ 25 ] |
| 1409هـ / 1989م | محمد الغزالي                                                     |                | مصر                      | [ 26 ] |
| 1410هـ / 1990م | خورشيد أحمد                                                      |                | باكستان                  | [ 27 ] |
| 1410هـ / 1990م | علي الطنطاوي                                                     |                | السعودية                 | [ 28 ] |
| 1411هـ / 1991م | عبد الله بن عمر نصيف                                             |                | السعودية                 | [ 29 ] |
| 1412هـ / 1992م | حامد الغابد                                                      |                | النيجر                   | [ 30 ] |
| 1413هـ / 1993م | علي عزت بيجوفيتش                                                 |                | البوسنة والهرسك          | [ 31 ] |
| 1414هـ / 1994م | محمد بن صالح العثيمين                                            |                | السعودية                 | [ 32 ] |
| 1415هـ / 1995م | جاد الحق علي جاد الحق                                            |                | مصر                      | [ 33 ] |
| 1416هـ / 1996م | عبد الرحمن السميط                                                |                | الكويت                   | [ 34 ] |
| 1417هـ / 1997م | مهاتير محمد                                                      |                | ماليزيا                  | [ 35 ] |
| 1418هـ / 1998م | عبدو ضيوف                                                        |                | السنغال                  | [ 36 ] |
| 1419هـ / 1999م | جمعة الماجد عبد الله                                             |                | الإمارات العربية المتحدة | [ 37 ] |
| 1420هـ / 2000م | الأزهر الشريف                                                    |                | مصر                      | [ 6 ]  |
| 1421هـ / 2001م | الهيئة العليا لجمع التبرعات لمسلمي البوسنة والهرسك               |                | السعودية                 | [ 38 ] |
| 1422هـ / 2002م | سلطان بن محمد القاسمي                                            |                | الإمارات العربية المتحدة | [ 39 ] |
| 1423هـ / 2003م | مؤسسة سلطان بن عبد العزيز آل سعود الخيرية                        |                | السعودية                 | [ 40 ] |
| 1424هـ / 2004م | عبد الرحمن سوار الذهب                                            |                | السودان                  | [ 41 ] |
| 1425هـ / 2005م | أحمد محمد علي                                                    |                | السعودية                 | [ 42 ] |
| 1425هـ / 2005م | مؤسسة الحريري الخيرية                                            |                | لبنان                    | [ 43 ] |
| 1426هـ / 2006م | يوسف بن جاسم بن محمد الحجي                                       |                | الكويت                   | [ 44 ] |
| 1426هـ / 2006م | صالح بن عبد الرحمن الحصين                                        |                | السعودية                 | [ 45 ] |
| 1427هـ / 2007م | منتيمير شريف الله شايمييف                                        |                | روسيا                    | [ 46 ] |
| 1429هـ / 2008م | عبد الله بن عبد العزيز آل سعود                                   |                | السعودية                 | [ 47 ] |
| 1430هـ / 2009م | الجمعية الشرعية الرئيسية لتعاون العاملين بالكتاب والسنة المحمدية |                | مصر                      | [ 20 ] |
| 1431هـ / 2010م | رجب طيب أردوغان                                                  |                | تركيا                    | [ 48 ] |
| 1431هـ / 2011م | عبد الله أحمد بدوي                                               |                | ماليزيا                  | [ 49 ] |
| 1433هـ / 2012م | سليمان الراجحي                                                   |                | السعودية                 | [ 50 ] |
| 1434هـ / 2013م | رائد صلاح                                                        |                | فلسطين                   | [ 51 ] |
| 1435هـ / 2014م | شيخ أحمد ليمو                                                    |                | نيجيريا                  | [ 44 ] |
| 1436هـ / 2015م | ذاكر عبد الكريم نائيك                                            |                | الهند                    | [ 52 ] |
| 1437هـ / 2016م | صالح بن عبد الله بن حميد                                         |                | السعودية                 | [ 53 ] |
| 1438هـ / 2017م | سلمان بن عبد العزيز آل سعود                                      |                | السعودية                 | [ 4 ]  |
| 1439هـ / 2018م | أرواندي جاسوير                                                   | أرواندي جاسوير | إندونيسيا                | [ 54 ] |
| 1440هـ / 2019م | جامعة إفريقيا العالمية (السودان)                                 |                | السودان                  | [ 55 ] |
| 1441هـ / 2020م | وثيقة مكة المكرمة                                                |                | السعودية                 | [ 56 ] |
| 1442هـ / 2021م | محمد الشارخ                                                      |                | الكويت                   | [ 57 ] |
| 1443هـ / 2022م | علي حسن مويني                                                    |                | تنزانيا                  | [ 58 ] |
| 1443هـ / 2022م | حسن محمود الشافعي                                                |                | مصر                      | [ 59 ] |
| 1444هـ / 2023م | حامد تشوي يونج كيل                                               |                | كوريا الجنوبية           | [ 60 ] |
| 1444هـ / 2023م | ناصر عبد الله الزعابي                                            |                | الإمارات العربية المتحدة | [ 60 ] |
| 1445هـ / 2024م | جمعية مسلمي اليابان                                              |                | اليابان                  | [ 61 ] |
| 1445هـ / 2024م | محمد السماك                                                      |                | لبنان                    | [ 62 ] |
| 1446هـ / 2025م | جمعية لأجلهم لخدمة الأشخاص ذوي الإعاقة                           |                | السعودية                 | [ 1 ]  |
| 1446هـ / 2025م | سامي بن عبد الله المغلوث                                         |                | السعودية                 | [ 1 ]  |